# Mathieu André

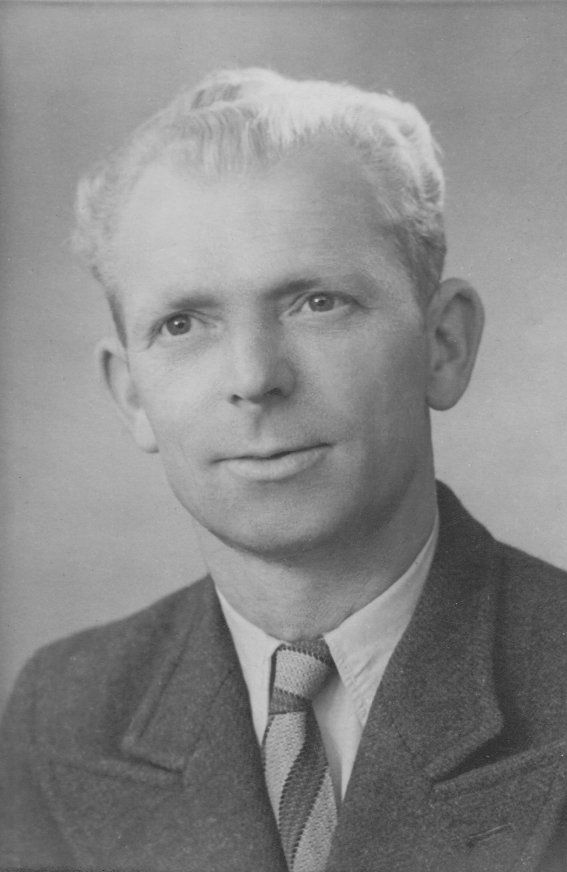
Mathieu André, eig. Andreas Matthäus

Mathieu André, eigentlich Andreas Matthäus (* 8. Februar 1909 in Wien, Österreich; † 28. August 1979), war ein österreichisch-französischer Fußballspieler.

## Karriere
Der Mittelfeldspieler André wurde 1909 als Nachfahre eines französischen Soldaten, der während der Zeit der napoleonischen Kriege in Wien ansässig geworden war, unter dem Namen Andreas Matthäus geboren und wuchs im Wiener Stadtteil Jedlersdorf auf. Fußballerisch wurde er beim SC Nord-Wien 1912 groß, seiner Zeit eine der stärksten Klubs der VAFÖ-Liga. Bereits 1932 nahm er ein Angebot des FC Metz an und ging nach Frankreich, wechselte anschließend zum FC Rouen und machte sich als naturalisierter Franzose auch für die Nationalmannschaft interessant.
In den Jahren 1936 und 1937 absolvierte der Mittelfeldspieler drei Länderspiele für die Equipe Tricolore, darunter am 24. Jänner 1937 das Heimspiel der französischen Elf gegen Österreich im Prinzenparkstadion. André vermochte sich in diesem Match als Mittelfeldmotor in Szene zu setzen und brachte mit guten Vorlagen vor allem seine Vereinskollegen von Rouen, Bernard Antoinette, Roger Rio und Jean Nicolas, mehrmals in aussichtsreiche Position. Besonders sein Zusammenspiel mit Nicolas brachte die Österreicher ein ums andere Mal in Verlegenheit, doch konnte Nicolas, der seine größte Chance bereits in den Anfangsminuten – ebenfalls nach einem Kurzpasszuspiel von André – hatte, keine der Chancen verwerten. Das Spiel endete durch Tore von Stroh und Binder bzw. Novicki mit einer 1:2-Niederlage für Frankreich.
André war der erste gebürtige Österreicher, der in die Nationalmannschaft Frankreichs berufen wurde, fand aber in den 1930er und 1940er Jahren seine „Nachfolger“ in Auguste Jordan (16 Spiele zwischen 1938 und 1945), Henri Hiltl (zwei Spiele 1940 und 1944), Rodolphe Hiden (ein Spiel 1940) und Edmond Weiskopf vom FC Metz (ein Spiel 1939).